# Orocrambus heteraulus
Orocrambus heteraulus là một loài bướm đêm trong họ Crambidae.